# 1976 en Nouvelle-Écosse
Chronologie de la Nouvelle-Écosse
- 1972
- 1973
- 1974
- 1975
- 1976
- 1977
- 1978
- 1979
- 1980

Cette page concerne des événements survenus en 1976 dans la province canadienne de la Nouvelle-Écosse.

## Politique
- Premier ministre : Gerald Regan
- Chef de l'Opposition :
- Lieutenant-gouverneur : Clarence L. Gosse
- Législature :

## Naissances

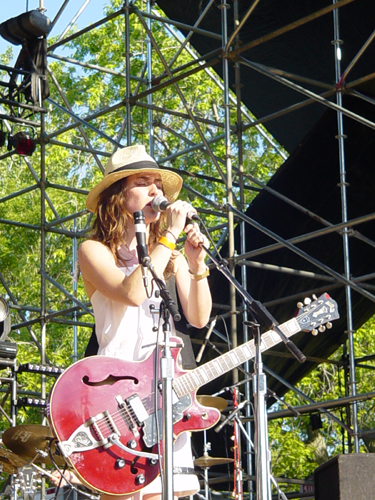
Leslie Feist en 2006.

- 13 février : Leslie Feist (née à Amherst), auteure-compositrice-interprète canadienne. Elle se produit en solo sous le nom de Feist, et en groupe avec les Broken Social Scene.

- 17 août : Eric Boulton (né à Halifax), joueur professionnel de hockey sur glace canadien.